# Turkish Aerospace Industries
Turkish Aerospace Industries (скор. TAI; тур. Türk Havacılık ve Uzay Sanayii A.Ş. (TUSAŞ)) — аерокосмічна компанія Туреччини.

## Загальні відомості
Завод TAI в Анкарі займає площу 5 мільйонів квадратних метрів, а під його дахом знаходиться промисловий об'єкт площею 150 000 квадратних метрів. Компанія володіє сучасним авіаційним комплексом, оснащеним високотехнологічним обладнанням і технікою, які забезпечують широкі виробничі можливості — від виготовлення деталей до складання літаків, дронів, льотних випробувань і постачання.
Станом на 2010 рік у Turkish Aerospace Industries працює понад 1500 інженерів, із яких близько 850 — інженери-дослідники та розробники, які працюють у військових дослідницьких проєктах.

## Історія
16 серпня 1925 року в Кайсері була заснована фабрика Турецької авіаційної та моторної компанії з обмеженою відповідальністю (тур. Tayyare ve Motor Türk Anonim Şirketi, TOMTAŞ). У 1973 році компанія отримала свою нинішню назву та була включена до складу Міністерства промисловості та технологій Туреччини з метою зменшення «залежності від іноземних країн» у сфері оборонної промисловості.
Їхнім першим проєктом було підготувати новий F-16 зі США для Повітряних сил Туреччини. У 1984 році до проєкту приєдналися американські компанії Lockheed Martin і General Electric, а TAI випустила свій перший F-16 у 1987 році. TAI виготовила 240 літаків F-16 для Туреччини та зібрала 46 F-16 для Повітряних сил Єгипту у 1980-х і 1990-х роках. Через розбіжності компанія TUSAŞ була не дуже активною в період з 1984 по 2005 рік.
У 2005 році турецькі приватні особи та компанії викупили частки Lockheed Martin і General Electric. Новий власник погодився повернути компанію під контроль турецької держави.
23 жовтня 2024 року було здійснено напад на офіси компанії в Кахраманказані, провінція Анкари, внаслідок якого загинуло п’ятеро людей і ще 22 отримали поранення. Обидва нападники також були ліквідовані. Пізніше РПК взяла на себе відповідальність за цей напад.

## Діяльність
За ліцензією виробляє винищувачі F-16 Fighting Falcon, легкі транспортно-патрульні літаки CASA / IPTN CN-235, тренажери SIAI-Marchetti SF.260, вертольоти Cougar AS-532 (SAR), бойові пошуково-рятувальні (CSAR) і службові вертольоти.
Розробляє і випускає серійно безпілотні літальні апарати (БПЛА), сільськогосподарські літаки.
Основна діяльність TAI також включає в себе програми модернізації, модифікації і системної інтеграції, а також післяпродажну підтримку як військових, так і комерційних літаків із нерухомим і поворотним крилом, які знаходяться в експлуатації в Туреччині та інших країн.
Компанія постачає композитні матеріали для виробництва винищувача 5-го покоління F-35.
Також виробляє космічні супутники.

## Продукція

### Літаки
- General Dynamics F-16 Fighting Falcon — виробництво за ліцензією
  - Модернізація засобів радіоелектронної боротьби та структурні модифікації F-16 для ПС Туреччини[17]
  - Модифікації MLU, Falcon-Up і Falcon Star на F-16 для Королівських ПС Йорданії[18]
- Lockheed C-130 Hercules — модернізація для ВПС Туреччини
- TAI Hürkuş — розробка і виробництво навчального літака
- TAI Hürjet — аналогічно
- F-35 — виробництво елементів фюзеляжу
- TAI Kaan — перспективний винищувач п'ятого покоління

### Вертольоти
- Cougar AS-532 (SAR) — модернізація
- T-129 — власна розробка та виробництво
- TAI T-70 — турецький варіант вертольота Sikorsky S-70i
- TAI T-625

### Космічні супутники
- Göktürk-1
- Göktürk-2
- Göktürk-3
- Türksat 4A

### БПЛА
- TAI Aksungur
- TAI Gözcü
- TAI Pelikan
- TAI Anka
- TAI Martı
- Anka III[19]

## Галерея

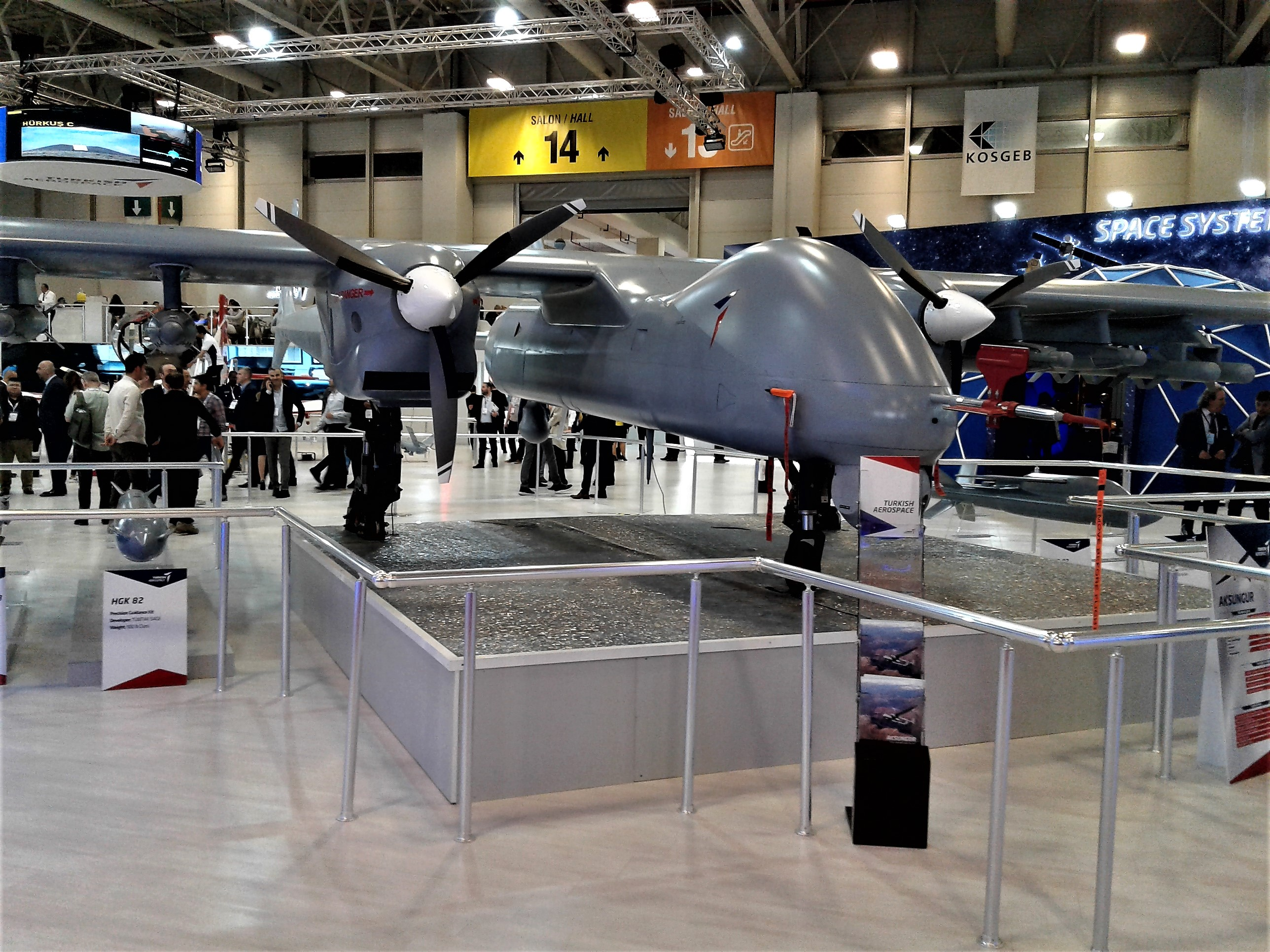
TAI Aksungur на Міжнародній виставці оборонної промисловості 2019 року у Стамбулі, Туреччина
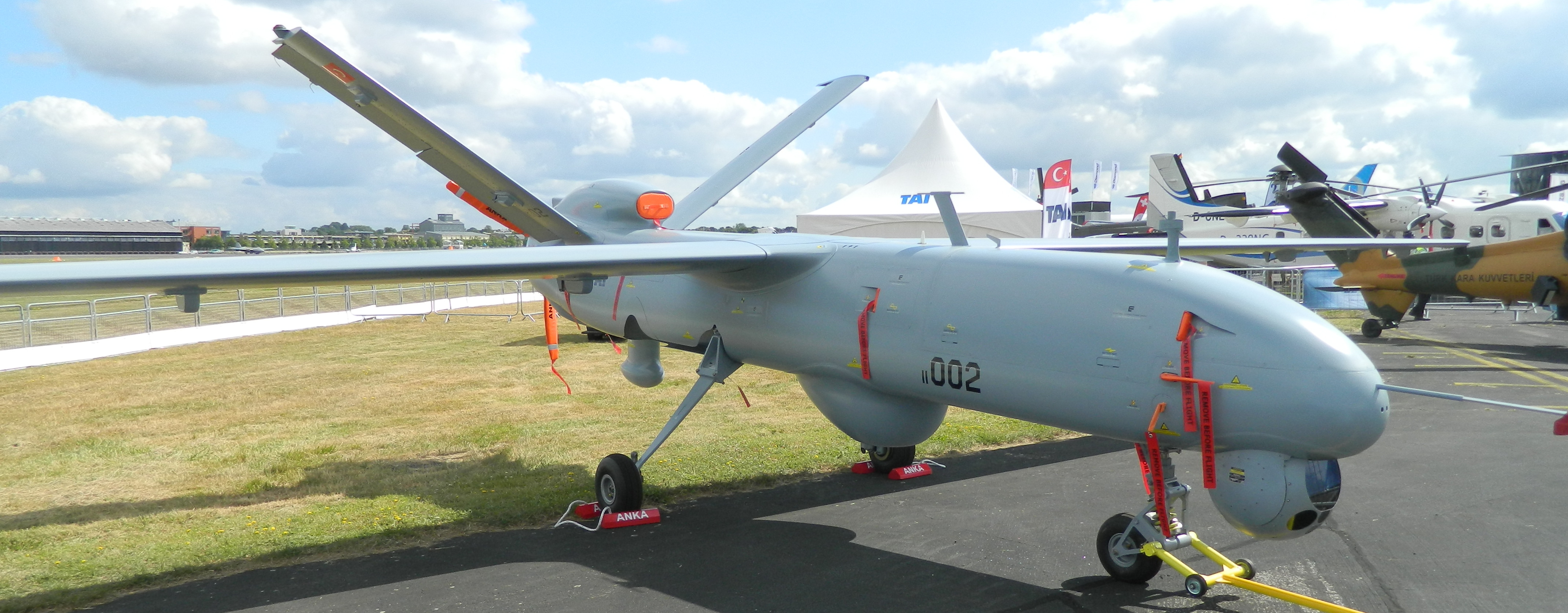
БПЛА Anka
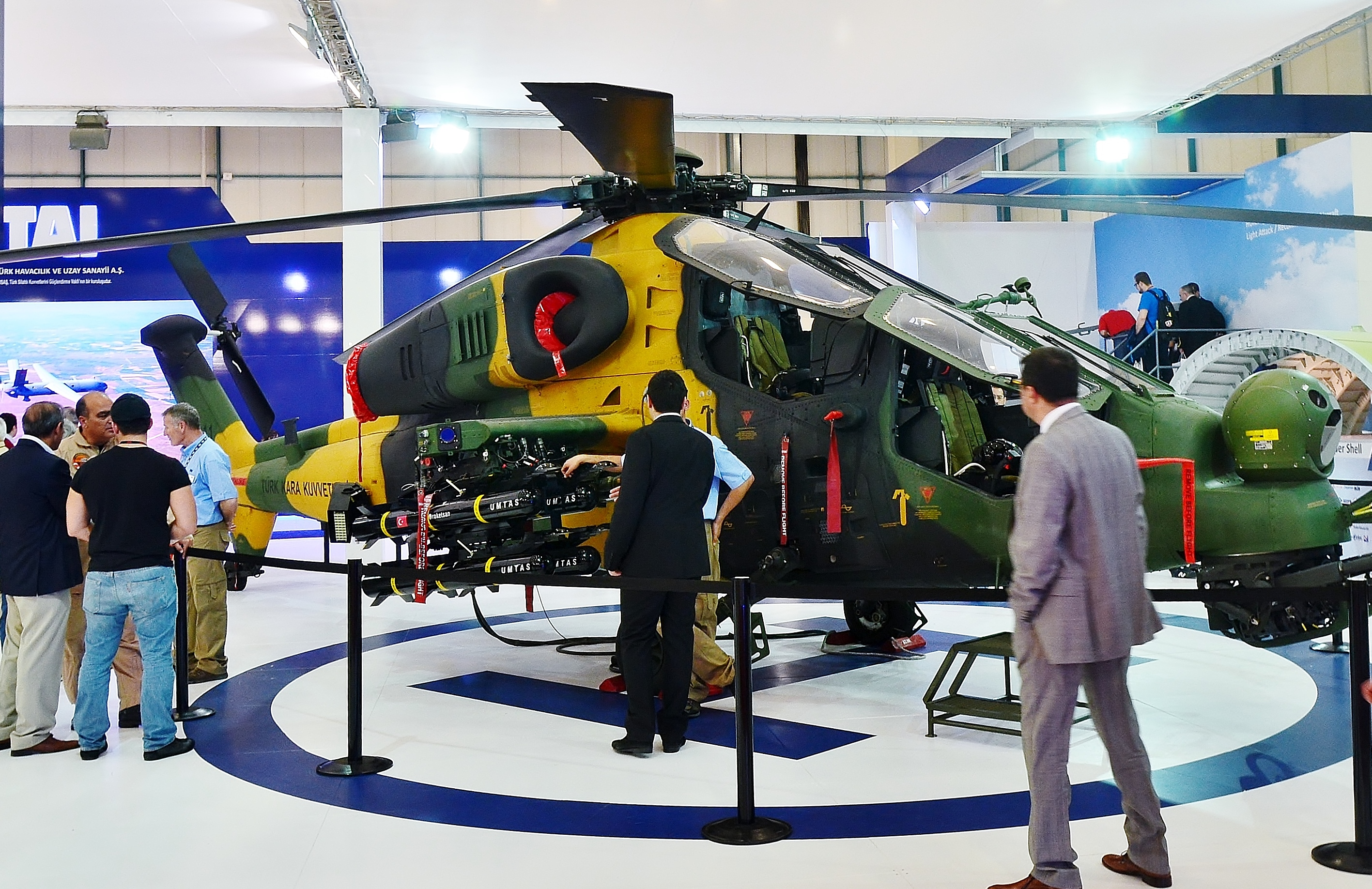
Вертоліт T129 ATAK турецької армії на стенді TAI на виставці IDEF 2015
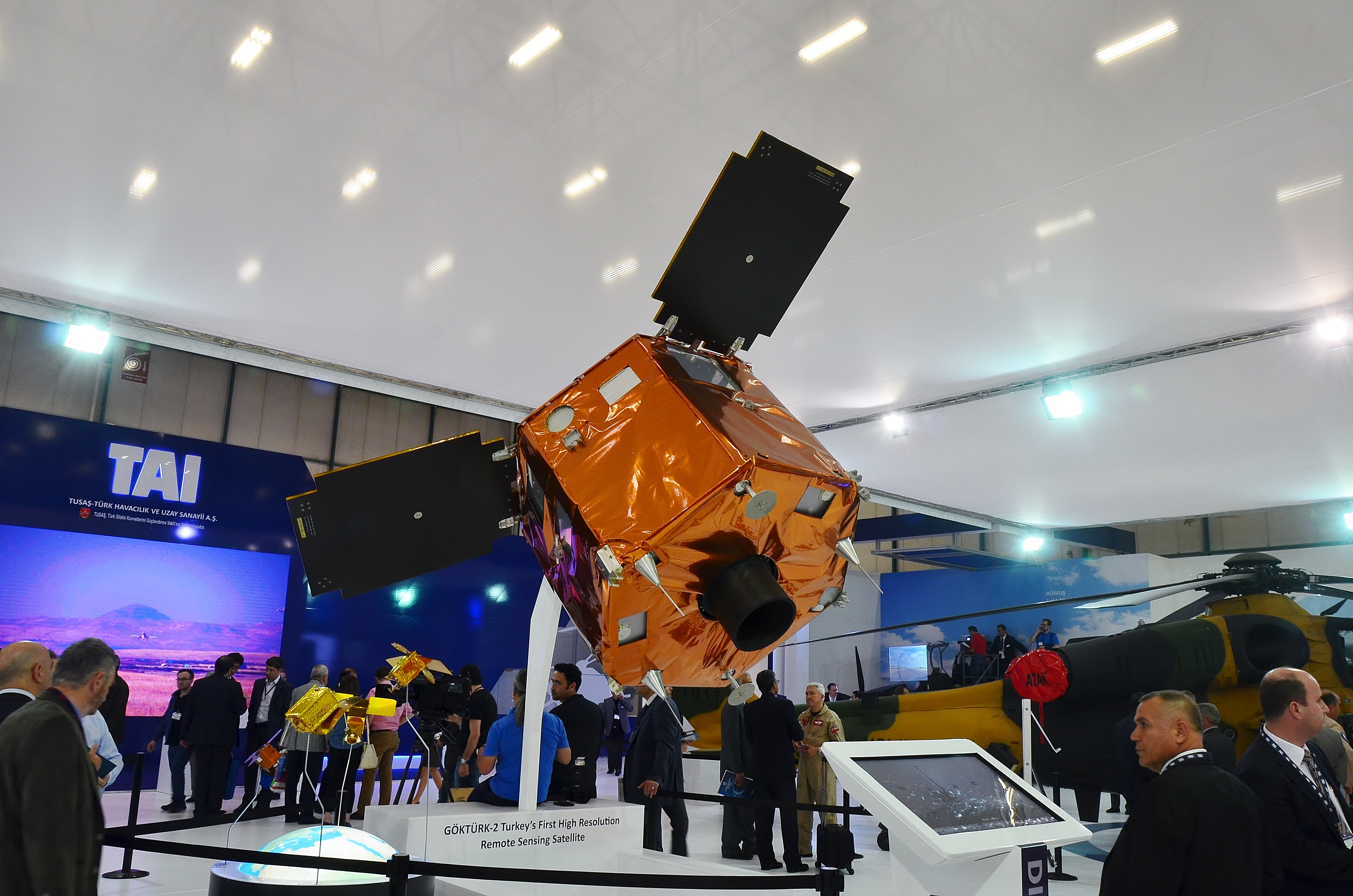
Макет військового розвідувального супутника Göktürk-2 на стенді TAI на виставці IDEF 2015